# Stylochaeton bogneri
Stylochaeton bogneri är en kallaväxtart som beskrevs av Simon Joseph Mayo. Stylochaeton bogneri ingår i släktet Stylochaeton och familjen kallaväxter. IUCN kategoriserar arten globalt som starkt hotad. Inga underarter finns listade.